# Charles McPherson
Charles McPherson (24 de julio de 1939) es un saxofonista alto de jazz nacido en Joplin, Misuri y criado en Detroit, Míchigan, notable por su trabajo de 1960 a 1972 con Charles Mingus.

## Carrera
En 1954, McPherson conoce en Detroit al pianista Barry Harris, que vive no lejos de en él y que le ofrece sus consejos, ayudándolo a progresar musicalmente. En 1959, McPherson tiene 20 años y escoge de abandonar Detroit para instalarse en Nueva York. En 1960, el músico Yusef Lateef presenta a McPherson y a su socio el trompetista Lonnie Hillyer, que conocía de Detroit al contrabajista Charles Mingus. Mingus queda impresionado por sus prestaciones y se integran en su orquesta en 1961, en el seno de la cual McPherson continua tocando hasta 1972. En ese momento en el grupo de Mingus, en 1961, los músicos Eric Dolphy y Ted Curson hacen saber al contrabajista que desean abandonar la orquesta para realizar su carrera en solitario. Continúa también tocando de vez en cuando con Barry Harris, el saxo tenor George Coleman así como con Hillyer.
Con Mingus, efectúa una gira en Europa, toca al JazzFest Berlín y participa en la grabación de varios álbumes notables del contrabajista. Graba su primer álbum como líder en 1964. En 1967, los críticos de Down Beat lo remarcan y lo definen como un « talento que merece un reconocimiento más amplio »,. En 1974, McPherson participa en una gran gira en Europa del Este en el seno de un espectáculo llamado The Musical Life Of Charlie Parker. En 1978, McPherson se instala en San Diego. Continúa grabando y hace intervenir a veces como batería a su hijo Chuck McPherson y colabora con numerosos artistas como el contrabajista Sam Jones, el pianista Kenny Drew (For Sure -1978), el trompetista Charles Tolliver, la pianista Toshiko Akiyoshi, así como la Carnegie Hall Jazz Orquesta y la Lincoln Center Jazz Orquesta con Wynton Marsalis
McPherson también estuvo encargado de ayudar en las adaptaciones de los temas de Charlie Parker, en 1988, para la banda sonora de la película Bird, la biografía de Parker realizada por Clint Eastwood.

## Estilo
McPherson fue influido en sus inicios por el estilo del saxofonista Johnny Hodges pero es Charlie Parker el que lo inspirará más en su carrera, sin nunca buscar imitarlo. Esta reputación le vale ser comprometido para participar en la banda sonora de la película Bird (1987) de Clint Eastwood que retrata la vida de Parker. Esta participación le permite incrementar más su reputación internacional. A propósito de su estilo el autor y músico Ian Carr escribe que es « muy apreciado por su fidelidad al lenguaje de Parker y su trabajo con Mingus ha mostrado su capacidad para extender este idioma de modo significativo ». En el Diccionario del Jazz, Xavier Prevost menciona su « fraseo fluido » e indica a propósito de su influencia de Parker, que su expresividad en el arte de la acentuación prolonga el paso parkeriano más que reproducirlo. También remarca que sus utilizaciones del saxo tenor lo acercan más al estilo de Sonny Rollins.

## Discografía[2]

### Como líder
- Bebop Revisited! (Prestige, 1964)
- Con Alma! (Prestige, 1965)
- The Quintet/Live! (Prestige, 1966, also released as Live at the Five Spot)
- From This Moment On! (Prestige, 1968)
- Horizons (Prestige, 1968)
- McPherson's Mood (Prestige, 1969)
- Charles McPherson (Mainstream, 1971)
- Siku Ya Bibi (Day of the Lady) (Mainstream, 1972)
- Today's Man (Mainstream, 1973)
- Beautiful! (Xanadu, 1975)
- Live in Tokyo (Xanadu, 1976)
- New Horizons (Xanadu, 1977)
- Free Bop! (Xanadu, 1978)
- The Prophet (Discovery, 1983, also released as Follow the Bouncing Ball with additional tracks)
- Illusions in Blue (Chazz Jazz, 1990)
- First Flight Out (Arabesque, 1994)
- Come Play With Me (Arabesque, 1995)
- Live at Vartan Jazz (Vartan Jazz, 1996)
- Manhattan Nocturne (Arabesque, 1997)
- Is That It? No, But... (Vega, 2000)
- A Tribute to Charlie Parker (Clarion Jazz, 2001)
- Live at the Cellar (Cellar Live, 2002)
- But Beautiful (Venus, 2003)
- The Journey (Capri, 2015)
- Love Walked In (Quadrant, 2017)
- Live At San Sebastian Jazz Festival (Quadrant, 2019)

### Como sideman
Con Kenny Drew
- For Sure! (Xanadu Records)

Con Clint Eastwood
- Eastwood After Hours

Con Art Farmer
- The Many Faces of Art Farmer (Scepter, 1964)

Con Barry Harris
- Newer Than New (Riverside, 1961)
- Bull's Eye! (Prestige, 1968)

Con Sam Jones
- Cello Again (Xanadu, 1975)

Con Charles Mingus
- The Complete Town Hall Concert (Blue Note, 1962 [1994])
- Music Written for Monterey 1965 (Jazz Workshop, 1965)
- Charles Mingus in Paris: The Complete America Session (Sunnyside, 1970 [2006])
- Let My Children Hear Music (Columbia, 1971)
- Charles Mingus and Friends in Concert (Columbia, 1972)
- Mingus at Carnegie Hall (Atlantic, 1974)

Con Don Patterson
- Boppin' & Burnin' (Prestige, 1968)
- Funk You! (Prestige, 1968)

Con Charles Tolliver
- Impact (Strata-East, 1975)

Con Toshiko Akiyoshi
- Just Be Bop (1980)

Con Dave Pike
- Bluebird (1988)